# Catenae di 4 Vesta
Segue una lista delle catenae presenti sulla superficie di 4 Vesta. La nomenclatura di 4 Vesta è regolata dall'Unione Astronomica Internazionale; la lista contiene solo formazioni esogeologiche ufficialmente riconosciute da tale istituzione.
Le catenae di Vesta portano i nomi di festività romane o luoghi associati alle vestali.
Sono tutte state identificate durante la missione della sonda Dawn, l'unica ad avere finora raggiunto Vesta.

## Prospetto
| Catena           | Eponimo | Latitudine | Longitudine | Diametro |
| ---------------- | --- | ---------- | ----------- | -------- |
| Albalonga Catena | Alba Longa - Antica città del Lazio, fondata secondo il mito da Ascanio e distrutta da Tullio Ostilio nel 673 a.C.. | 7,68° S    | 284,78° E   | 148 km   |
| Robigalia Catena | Robigalia - Festività dedicata al dio Robigus.                                                                      | 14,1° S    | 230,1° E    | 78 km    |